# Eyre Mountains
Die Eyre Mountains sind ein Gebirgszug auf der Südinsel von Neuseeland.

## Geographie
Die Ausdehnung beläuft sich auf etwa 50 km in Nordsüdrichtung sowie 35 km in Westostrichtung. Es ist eine Grenzregion der neuseeländischen Verwaltungszonen Southland (südwestlich) und Otago (nordöstlich).
Im Norden und Nordosten wird die Bergkette vom Lake Wakatipu begrenzt, an dessen gegenüberliegendem Ufer Queenstown liegt. In den See entwässert sowohl der Von River, der im Nordwesten die Abgrenzung zu den Thomson Mountains darstellt, als auch der Lochy River, der mitsamt dem Lake Ned und Lake Nigel innerhalb der Berge liegt. Hier entspringt auch der Mataura River, der entlang der Südostflanke fließt und letztlich in die Foveauxstraße mündet, ebenso wie der Ōreti River, der an der Südwestflanke entlangströmt. Letzterer ist auch der Abfluss des Windley River, der im Süden der Eyre Mountains entspringt. Dort liegt zudem der Eyre Forest.
Der 2022 m hohe Jane Peak ist der einzige Zweitausender des Gebirgszugs, liegt im Südwesten und ist damit noch Teil der Region Southland. Im zu Otago gehörenden Teil, der wesentlich größer ist, sind der 1969 m hohe Eyre Peak östlich des Jane Peak sowie der 1978 m hohe Cecil Peak an der Nordostspitze die höchsten Gipfel.

## Geschichte
Der Bergkette wurde durch John Lort Stokes nach Edward John Eyre benannt. Ihm zur Ehre sind weitere Objekte der Region benannt, wie Eyre Creek und Eyre Peak.

## Geologie
Das Gestein besteht vorrangig aus Sedimentgestein, wie Schluffstein, Sandstein und Mudstone, ferner auch aus Kalkstein und Chert sowie metamorphem Gestein wie Quarzit und Serpentinit. Das Alter beträgt zwischen 200 und 250 Millionen Jahren.

## Infrastruktur
Von Queenstown am anderen Ufer des Lake Wakatipu kommend verläuft der New Zealand State Highway 6 entlang der Südwestflanke und passiert dabei Kingston und Athol. Im Süden verlaufen der New Zealand State Highway 97 und New Zealand State Highway 94, der größte Ort hier ist Lumsden. Vom SH 94 abzweigend führt die Mount Nicholas Road im Westen entlang der Berge wieder bis an Ufer des Lake Wakatipu. Verschiedene Wanderwege und Hütten sind über das Straßennetz leicht zu erreichen.
Südliche Teile des Gebirgszugs liegen im Eyre Mountains/Taka Rā Haka Conservation Park, der 2005 gegründet wurde und vom Department of Conservation unterhalten wird.